# San Bernardo (Salamanca)
San Bernardo es una localidad del estado mexicano de Guanajuato. Es parte del municipio de Salamanca.

## Toponimia
El nombre de la población hace referencia al santo patrono de la localidad: Bernardo de Claraval.

## Demografía
| Gráfica de evolución demográfica |
|                                  |

| Censo | Población |
| ----- | --------- |
| 1900  | 329       |
| 1910  | 196       |
| 1921  | 119       |
| 1930  | 285       |
| 1940  | 337       |
| 1950  | 112       |
| 1960  | 236       |
| 1970  | 711       |
| 1980  | 470       |
| 1990  | 1 161     |
| 2000  | 1 086     |
| 2010  | 1 377     |
| 2020  | 1 718     |